# Role Play
Role Play är en amerikansk actionthrillerfilm som hade premiär den 12 januari 2024 på Prime Video. Filmen är regisserad av Thomas Vincent. Filmens manus har skrivits av Seth W. Owen.

## Handling
Filmen kretsar kring Emma som har en underbar man och två barn. De bor i en förort i New Jersey. Emma lever ett dubbelliv och livnär sig som lönnmördare, något hennes man David upptäcker när paret bestämmer sig för att krydda till äktenskapet med lite rollspel.

## Rollista (i urval)
- Kaley Cuoco – Emma Brackett
- David Oyelowo – Dave Brackett
- Bill Nighy – Bob Kellerman
- Connie Nielsen – Gwen Carver
- Rudi Dharmalingam – Raj
- Simon Delaney – Toby Berman